# Роздольє (Макушинський округ)
Роздо́льє (рос. Раздолье) — присілок у складі Макушинського округу Курганської області, Росія. 
Населення — 83 особи (2010, 122 у 2002).
Національний склад станом на 2002 рік:
- росіяни — 93 %